# Бурлеска
Бурлеската е литературно, драматично или музикално произведение, което се стреми да предизвика смях като окарикатурява стила (формата) или духа на по-сериозни творби, или като проявява абсурдистко отношение към субектите си. Думата произлиза от френската burlesque, която на свой ред е заемка от италианската burlesco от burla (шега, присмех, подигравка).
Съдържанието на бурлеската се припокрива с карикатурата и пародията, а в театралната си част – и с екстраваганцата, както е представена във Викторианската епоха. В английския език бурлеска (burlesque) се използва в литературния и театралния си смисъл от края на 17 век. Освен това тя се използва и при ретроспективния анализ на творбите на Джефри Чосър и Уилям Шекспир и гръко-римската класика. Контрастиращи примери за литературна бурлеска са The Rape of the Lock на Александър Поуп и Hudibras на Самюъл Бътлър. Пример за музикална бурлеска е Burleske for piano and orchestra на Рихард Щраус от 1890 година. Примери за театрални бурлески са Robert the Devil ('Дяволът Робърт') на У. С. Гилбърт и програмите на Ей Си Тор – Майер Лъц, в т.ч. Ruy Blas and the Blasé Roué.
По-късно, особено в САЩ, с този термин се обозначават представления от вариететен характер. Те са популярни от 60-те години на 19 век до 40-те години на 20 век, често в кабарета и клубове (също и в театри), и представят цинична комедия и женски стриптийз. Някои холивудски филми се опитват да пресъздадат духа на тези представления в периода 30-те до 60-те години на 20 век. В началото на 90-те години се наблюдава възраждане на интереса към бурлеската, който се запазва до днес. Филмът „Бурлеска“ от 2010 година също има принос в тази насока.
|  | Тази страница частично или изцяло представлява превод на страницата Burlesque в Уикипедия на английски. Оригиналният текст, както и този превод, са защитени от Лиценза „Криейтив Комънс – Признание – Споделяне на споделеното“, а за съдържание, създадено преди юни 2009 година – от Лиценза за свободна документация на ГНУ. Прегледайте историята на редакциите на оригиналната страница, както и на преводната страница, за да видите списъка на съавторите. ВАЖНО: Този шаблон се отнася единствено до авторските права върху съдържанието на статията. Добавянето му не отменя изискването да се посочват конкретни източници на твърденията, които да бъдат благонадеждни. |